# Peqer
Peqer (Pqr) var det fornegyptiska namnet på kungsnekropolen där faraoner från första och andra dynastierna begravdes. Det moderna namnet är Umm el-Qa'ab och ligger 2 km sydväst om Abydos i Egypten. Ungefär 650 gravanläggningar har påträffats där, de flesta med en sten med namnet på den begravda.

## Historia
Gravplatsen utvecklades från en enkel dito i början av Naqadaperioden (ca 3500-3000 f. Kr.) till en viloplats speciellt för överklassen, under Naqada II perioden. Höjdpunkten under Naqada III perioden var begravningen av kung Skorpion I (grav Uj).
Den upptäcktes 1885 av Emile Amelineau och utgrävningarna började 1899 och blev systematiskt undersökt av William Flinders Petrie 1899-1901. Sedan 1990-talet har tyska arkeologiska institutet i Kairo (DAIK) i olika etapper gått igenom området och bland annat gjort flera viktiga fynd som Petrie missat eller kasserat. Tidigt under Mellersta riket gjordes hela nekropolen om till ett cenotafium till guden Osiris som blev ett mål för pilgrimer med Djers grav O som huvudattraktion. Den lokala graven kallades Mahat av fornegyptiska källor.
Till anläggningen hörde troligen även närliggande byggnader där ceremonier och dyrkan av härskarna utfördes.

## Förteckning över de största gravanläggningarna

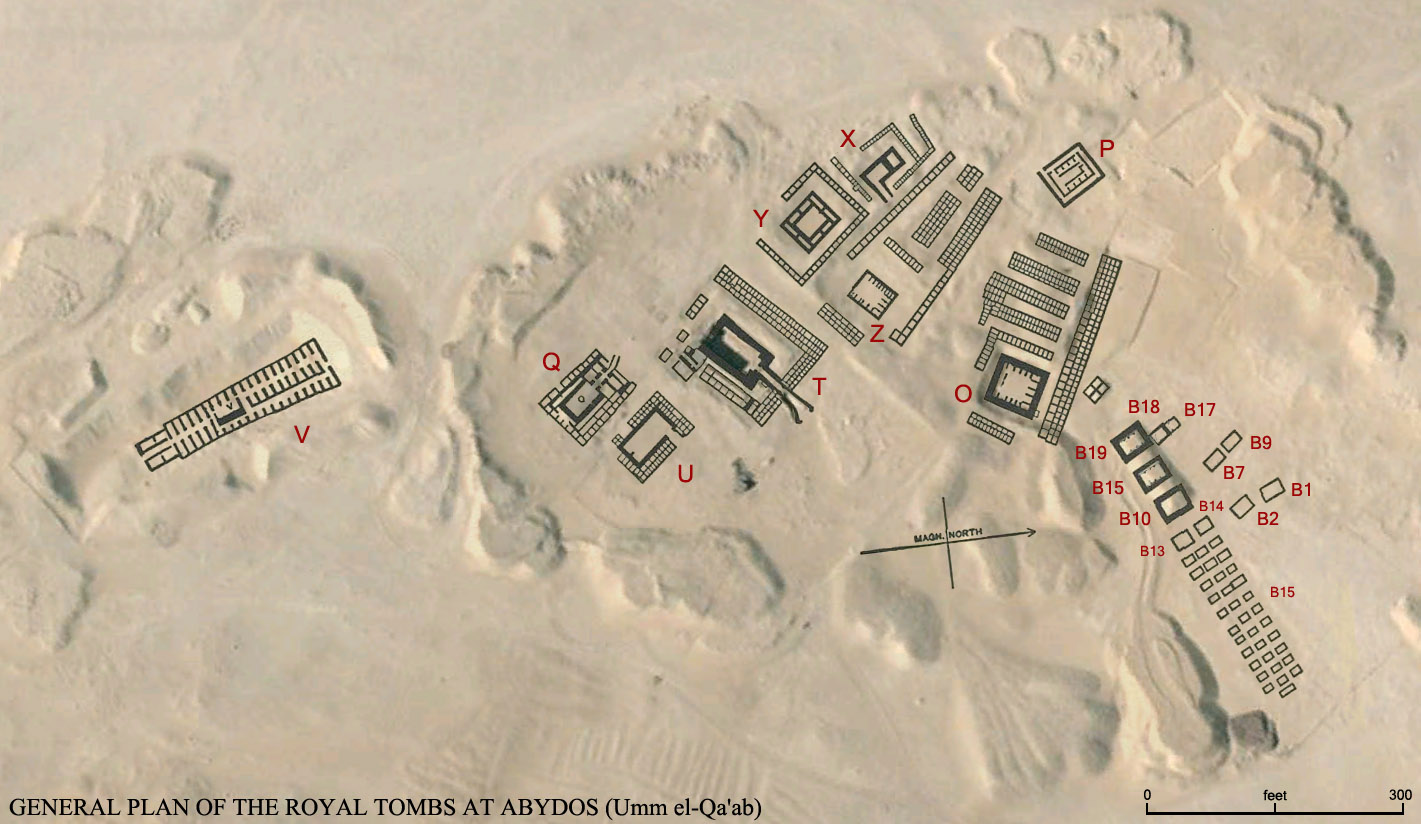
Karta över nekropolen Peqer med gravar markerade

Enligt tradition så begravdes härskarna med sina tjänare och hushåll i sidogravar. Från början så blev de dödade för att följa farao i graven, men det ersattes så småningom med små skulpturer som representerade dem istället.
| Grav      | Härskare            | Storlek                      | Sidogravar |
| --------- | ------------------- | ---------------------------- | ---------- |
| Uj        | Selk I (Skorpion I) | 8 x 10 m                     |            |
| B1/2      | Iri Hor             | B1: 2.5 x 7m B2: 4,5 x 2,5 m |            |
| B7/9      | Kung Ka             | B7: 6 x 9m B9: 6 x 3m        |            |
| B16/17    | Narmer              | båda 10 x 3m                 |            |
| B10/15/19 | Aha                 |                              | 36         |
| O         | Djer                | 18 x 17m                     | 318        |
| Z         | Wadj                | 13 x 11 m                    | 178        |
| Y         | Merneith            | 16 x 14m                     | 41         |
| T         | Den                 | 14 x 23m                     | 121        |
| X         | Adjib               | 7 x 4,5m                     | 63         |
| U         | Semerkhet           | 16,5 x 7,5m                  | 68         |
| Q         | Ka                  | 10 x 5m                      | 26         |
| P         | Peribsen            | 21 x 18,5m                   |            |
| V         | Khasekhemwy         | 69 x 10/17m                  |            |